# نانوذرات اکسید آهن
نانوذرات اکسید آهن، ذرات اکسید آهن با قطر بین ۱ تا ۱۰۰ نانومتر هستند. دو فرم اصلی عبارتند از مگنتیت({\displaystyle {\ce {Fe3O4}}}) و فرم مغناطیسی اکسید شده آن. آنها به دلیل ویژگی‌های فوق‌العاده پارامغناطیس و کاربردهای بالقوه خود در بسیاری از زمینه‌ها (به رغم اینکه کبالت و نیکل نیز موادی بسیار مغناطیسی هستند، سمی هستند و به راحتی اکسیداسیون می‌شوند) علاقه زیادی را به خود جلب کرده‌اند.
کاربردهای نانوذرات اکسید آهن عبارتند از دیسک مغناطیسی ترابیت، فروکافت، حسگرها، آرام‌سنجی فوق پارامغناطیس (SPMR) و تصویربرداری رزونانس مغناطیسی با حساسیت بالا(ام‌آرآی)(MRI) برای تشخیص پزشکی و درمان. این برنامه‌ها نیازمند پوشش نانوذرات توسط عواملی مانند اسیدهای چرب زنجیره طولانی، آمینها ودی‌ال جایگزین آلکیل هستند. آنها در فرمولاسیون‌ها به عنوان مکمل استفاده می‌شوند.

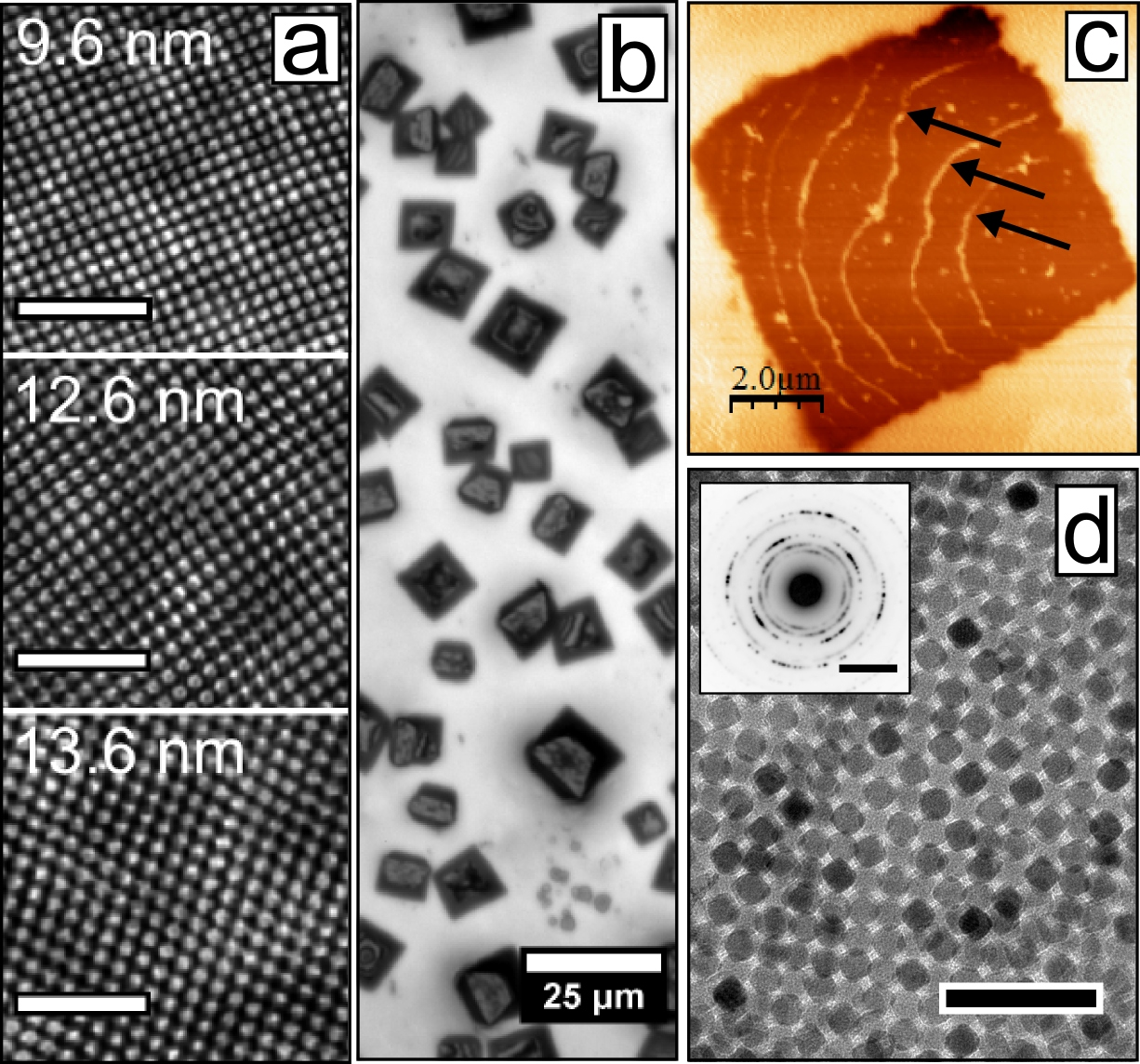
آرایه‌های خودمختار و کریستالی تشکیل شده توسط نانوذرات اکسید آهن مکعبی. (a)تصاویر میکروسکوپ الکترونی با رزولوشن بالا(SEM). (b) تصاویری از میکروسکوپ نوری ذره ای از کریستال‌های کوبوئیدی که از نانوکوب‌های ۹٫۶ نانومتر تشکیل شده‌اند با روش معمول ریخته‌گری. (c) میکروسکوپ نیروی اتمی(AFM) (d)تصویر TEM از یک چند لایه نانو کروم ۹٫۶ نانومتر.

## ساختار
مگنتیت یک ساختار اسپینل معکوس با اکسیژن دارد که یک دستگاه بلوری مکعبی صورت‌محور را تشکیل می‌دهد. در مگنتیت، تمام سایتهای تتراهدرال (چهارتایی) توسط Fe3+
اشغال می‌شوند و سایت‌های اوکتاهدرال (هشت ضلعی) توسط Fe3+
 وFe2+
 اشغال می‌شوند.
ماژیمیت با مگنتیت متفاوت است که در آن تمام یا بیشتر آهن در حالت سه‌گانه (Fe3+
)است و تهی‌جایی کاتیون در سایت‌های اوکتاهدرال وجود دارد. ماژیمیت یک سلول واحد مکعب دارد که در آن هر سلول حاوی یون‌های O، 211⁄3 Fe
۳+ و 2۲⁄۳ تهی‌جایی می‌باشد. کاتیون‌ها به صورت تصادفی در ۸ سایت تتراهدرال و ۱۶ سایت اوکتاهدرال توزیع می‌شوند.

## ویژگی‌های مغناطیسی

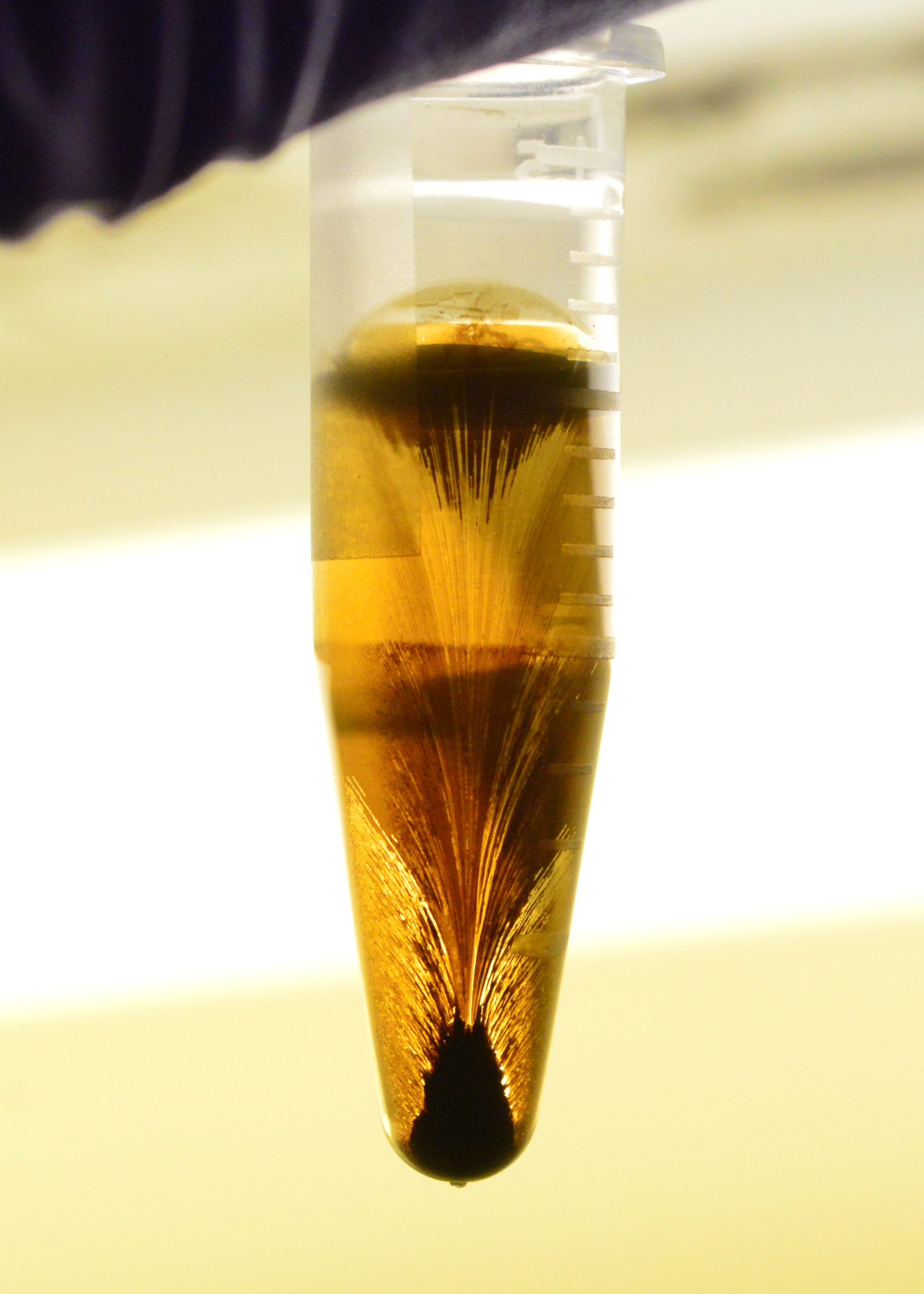
نانوذرات اکسید آهن سوپرپارامغناطیس پس از سانتریفیوژ در میکروتیوب

باتوجه به ۴ الکترون جفت‌نشده در لایه الکترونی 3d، یک اتم آهن یک گشتاور مغناطیسی قوی دارد. یون‌های Fe2+
 همچنین دارای ۴ الکترون جفت‌نشده در لایه 3d و یون‌های Fe3+
 دارای ۵ الکترون جفت‌نشده در لایه 3d هستند؛ بنابراین هنگامی که کریستال‌ها از اتم‌های آهن یا یون‌های Fe2+
وFe3+
 تشکیل می‌شوند، آنها می‌توانند در حالت‌های فرومغناطیس، آنتی‌فرومغناطیس یا فری‌مغناطیس باشند.
در حالت پارامغناطیس، گشتاورهای مغناطیسی اتمی فردی به‌طور تصادفی جهت‌گیری کرده‌اند و چون میدان مغناطیسی وجود ندارد ماده دارای گشتاور مغناطیسی خالص صفر است. این مواد دارای تراوایی مغناطیسی نسبی بزرگتر از ۱ هستند و به میدان‌های مغناطیسی جذب می‌شوند. گشتاور مغناطیسی هنگامی که میدان بکار برده شده حذف شود، به صفر کاهش پیدا می‌کند. اما در یک مادهٔ فرومغناطیس تمام گشتاورهای اتمی حتی بدون میدان خارجی تراز می‌شوند. یک ماده فری‌مغناطیس شبیه به فرومغناطیس است؛ اما دارای دو نوع مختلف از اتم‌ها با گشتاورهای مغناطیسی متضاد است. ماده دارای یک گشتاور مغناطیسی است زیرا گشتاورهای متضاد دارای قدرت‌های مختلف می‌باشند. اگر آنها اندازه‌های یکسان داشته باشند، کریستال آنتی‌فرومغناطیسی است و هیچ گشتاور مغناطیسی‌ای ندارد.
هنگامی که یک میدان مغناطیسی خارجی به یک ماده فرو مغناطیس اعمال می‌شود، مغناطش (M) با قدرت میدان مغناطیسی(H) افزایش می‌یابد تا آنکه اشباع شود. در برخی از محدوده میدان‌ها مغناطش دارای پسماند است زیرا بیش از یک حالت مغناطیسی پایدار برای هر میدان وجود دارد؛ بنابراین، مغناطش باقی‌مانده حتی پس از حذف میدان مغناطیسی خارجی نیز حضور خواهد داشت.
یک ماده مغناطیسی تک دامنه (به عنوان مثال نانوذرات مغناطیسی) که دارای حلقه پسماند نیست، فوق پارامغناطیس نامیده می‌شود. چیدمان گشتاورهای مغناطیسی در مواد فرومغناطیس، آنتی‌فرومغناطیس و فری‌مغناطیس با افزایش دمای کاهش می‌یابد. مواد فرومغناطیس و فری‌مغناطیس بی نظم می‌شوند و خاصیت مغناطیسی‌شان را فراتر از نقطه کوری({\displaystyle T_{C}}) از دست می‌دهند و مواد آنتی‌فرومغناطیس خاصیت مغناطیسی‌شان را فراتر از دمای نیل ({\displaystyle T_{N}}) از دست می‌دهند. مگنتیت در دمای اتاق فری مغناطیسی است و دارای دمای کوری ۸۵۰ کلوین است. ماژیمیت در دمای اتاق، فری‌مغناطیس و در دماهای بالا ناپایدار است و پذیرفتاری مغناطیسی خود را با زمان از دست می‌دهد. (تعیین درجه کوری آن سخت است). هر دو نانوذرات مغناطیسی و ماژیمیت در دمای اتاق فوق‌پارامغناطیس هستند.
این رفتار فوق پارا مغناطیسی نانوذرات اکسید آهن را می‌توان به اندازه آنها نسبت داد. هنگامی که اندازه به اندازه کافی کوچک می‌شود (کوچکتر از ۱۰ نانومتر)، نوسانات حرارتی می‌تواند جهت مغناطیسی کل کریستال را تغییر دهد. ماده ای با بسیاری از این بلورها مثل یکپارامغناطیس رفتار می‌کند، به جز اینکه گشتاورهای کل کریستال‌ها به جای اتم‌های فردی نوسان دارند.
علاوه بر این، رفتار فوق‌مغناطیسی منحصر به فرد نانوذرات اکسید آهن اجازه می‌دهد تا آنها از راه دور از نظر مغناطیسی دستکاری شوند. در بخش‌های آخری، دستکاری خارجی با توجه به کاربرد زیست‌پزشکی نانوذرات اکسید آهن مورد بحث قرار می‌گیرد. نیروها برای دستکاری مسیر ذرات اکسید آهن مورد نیاز هستند.
یک میدان مغناطیسی یکنواخت فضایی می‌تواند گشتاور ذرات مغناطیسی ایجاد کند، اما نمی‌تواند باعث انتقال ذره شود؛ بنابراین، میدان مغناطیسی باید یک گرادیان برای ایجاد حرکت انتقال باشد. نیرو روی یک نقطه با گشتاور دو قطبی مغناطیسی m و میدان مغناطیسی B با معادله زیر داده شده‌است:
{\displaystyle \mathbf {F} _{m}=\mathbf {\nabla } \left(\mathbf {m} \cdot \mathbf {B} \right)}
در کاربردهای بیولوژیکی، نانوذرات اکسید آهن از طریق یک نوع مایع، احتمالاً مایع بدن منتقل می‌شوند؛ در این صورت معادله فوق می‌تواند اصلاح شود به:
{\displaystyle \mathbf {F} _{m}={\begin{cases}{\frac {V\chi }{2\mu _{0}}}\mathbf {\nabla } \left|\mathbf {B} \right|^{2}&\qquad {\text{in a weak magnetic field}}\\{\frac {1}{2}}\mathbf {\nabla } \left(\mathbf {m} _{sat}\cdot \mathbf {B} \right)&\qquad {\text{in a strong magnetic field}}\end{cases}}}
بر اساس این معادلات، بزرگترین نیرو در جهت بزرگترین شیب مثبت چگالی انرژی میدان وجود خواهد داشت. یکی دیگر از ملاحظات مهم نیرویی است که علیه نیروی مغناطیسی عمل می‌کند. همان‌طور که نانوذرات اکسید آهن به سمت منبع مغناطیسی منتقل می‌شوند، نیروی کشش استوکس را در جهت مخالف تجربه می‌کنند. نیروی کشش در زیر بیان شده‌است:
{\displaystyle \mathbf {F} _{d}=6\pi \,\eta \,R\,v\,}
در این معادله، η ویسکوزیته مایع است، R شعاع هیدرودینامیکی ذره است، و 𝑣 سرعت ذره است.

## کاربردهای زیست‌پزشکی
مگنتیت و ماژیمیت در زیست‌پزشکی ترجیح داده می‌شوند زیرا آنها زیست‌سازگار هستند و به‌طور بالقوه برای انسان غیرسمی هستند. اکسید آهن به راحتی تجزیه می‌شود و بنابراین برای کاربردهای درون‌تنی مفید است. نتایج حاصل از قرار گرفتن در رده سلولی نامیرا مزوتلیوم انسان و یک رده سلولی فیبروبلاست نیاموشان به ۷ نانوذره مهم صنعتی، مکانیزم سمیت سلولی خاص نانوذره برای اکسید آهن بدون پوشش را نشان داد.
حلالیت به شدت بر پاسخ سمیت سلولی تأثیر گذار است.
سلول‌های برچسب گذاری (به عنوان مثال یاخته بنیادی، سلول‌های دندریتیک) با نانوذرات اکسید آهن یک ابزار جدید جالب برای نظارت بر این سلول‌های برچسب شده در زمان واقعی توسط توموگرافی رزونانس مغناطیسی ام‌آرآی می‌باشد.

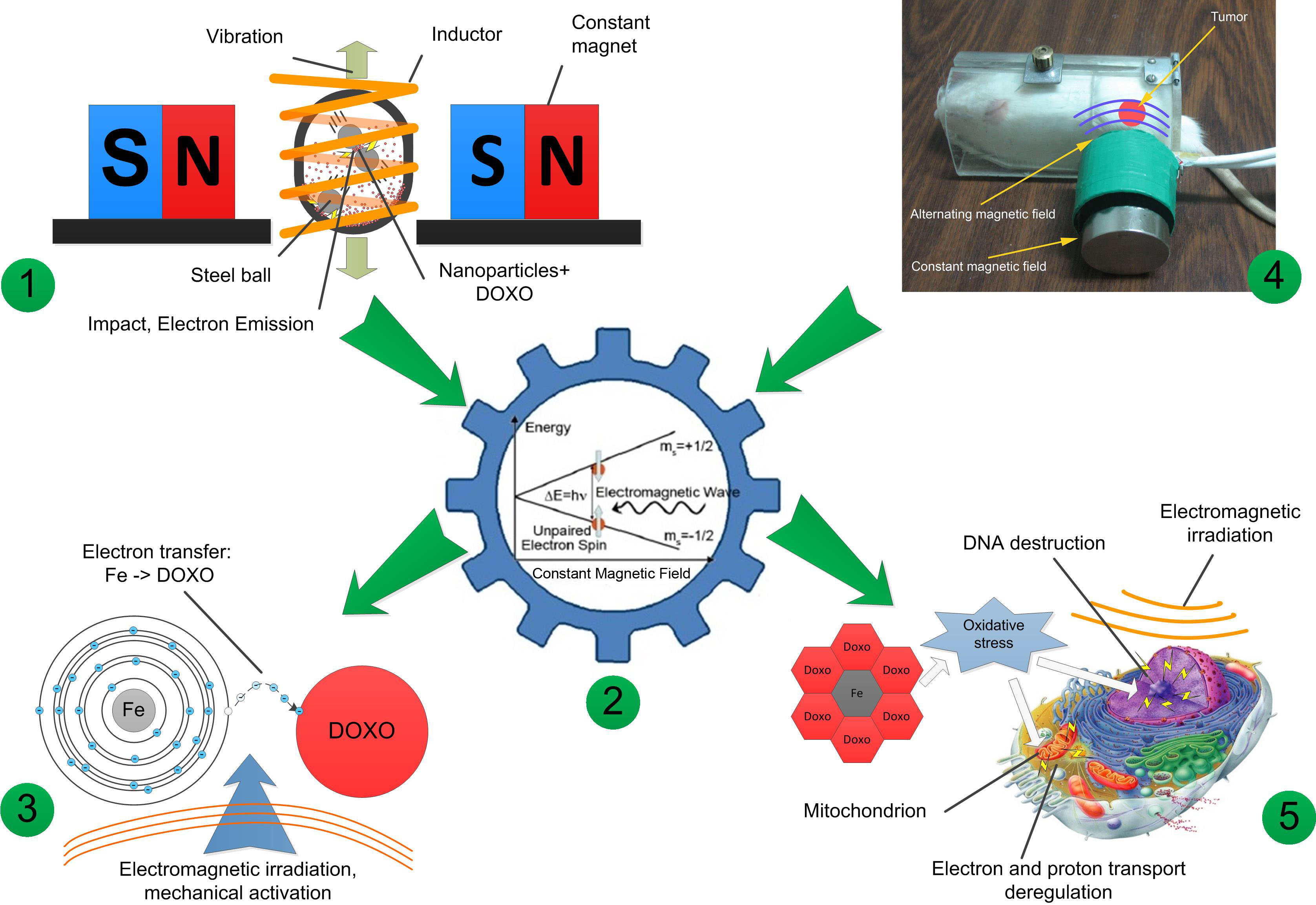
ترکیب مغناطیسی-مکانیکی-شیمیایی (۱) با تقسیم سطح انرژی الکترون (SEELs) و انتقال الکترون در میدان مغناطیسی (۲) از نانوذرات Fe3O4 به دوکسوروبیسین همراه است. غلظت مراکز پارامغناطیس (رادیکال‌های آزاد) در مجتمع حساس مغناطیسی (MNC) (3) افزایش می‌یابد. اثر ترکیبی موضعی میدانهای مغناطیسی و الکترومغناطیسی ثابت و MNC در تومور (۴) باعث ایجاد رادیکالهای آزاد SEELs، منجر به استرس اکسیداتیو و کاهش مقررات حمل و نقل الکترون و پروتون در میتوکندری (۵)می‌شود. نانوتراپی مغناطیسی به‌طور مؤثر ترکیب ATP را در میتوکندری سلول‌های تومور مهار کرده و باعث مرگ سلول‌های تومور نسبت به دوکسوروبیسین معمولی شده‌است.

نانوذرات اکسید آهن در نانوتکنولوژی مغناطیسی سرطانی استفاده می‌شود که بر مبنای اثرات مگنتو اسپین در واکنش‌های رادیکال آزاد و توانایی مواد نیمه هادی برای تولید رادیکال‌های اکسیژن است و علاوه بر کنترل استرس اکسیداتیو در محیط بیولوژیکی تحت تابش الکترومغناطیسیغیرمجاز، از راه دور توسط میدان الکترومغناطیسیخارجی کنترل می‌شود ROS (گونه‌های اکسیژن واکنشی) و RNS (گونه‌های واکنشی نیتروژن) سمیتمحلی در نئوپلاسمدر طی شیمی‌درمانی با پیچیدگی مغناطیسی و اثرات جانبی کمتر در بافت‌های طبیعی است. مجتمع‌های مغناطیسی با حافظه مغناطیسی که شامل نانوذرات اکسید آهن حاوی داروهای شیمی‌درمانی هستند، از داروهای ضد التهابی معمولی به دلیل توانایی کنترل از راه دور در حین دارونشانی با میدان مغناطیسی ثابت و تقویت فعالیت ضد توموری خود را با استفاده از گرما (کمتر از ۴۰ درجه سانتیگراد) تقویت می‌کند. اثر ترکیبی مغناطیسی دائمی غیرمجاز و میدان الکترومغناطیسی تقسیم سطح انرژی الکترون در پیچیدگی مغناطیسی و انتقال الکترون بدون تغییر از نانوذرات اکسید آهن به داروهای ضد سرطان و سلول‌های تومور است.